# Benito Venturini
Benito Venturini (Massa Carrara, 5 gennaio 1937 – 15 maggio 2003) è stato un ciclista su strada italiano, partecipò a una edizione del Giro d'Italia.

## Carriera
Negli anni sessanta, dopo una serie di affermazioni da dilettante, passò al professionismo. Nel 1961 partecipò al Tour de Romandie, alla Quatre Jours de Dunkerque e al Giro d'Italia dove, nel corso della quarta tappa subì un incidente che lo costrinse ad abbandonare il ciclismo.

## Palmarès
- 15 settembre 1957

Gran Premio Andrea Baudone
- 1959

Gran Premio Ezio Del Rosso

## Piazzamenti

### Grandi Giri
- Giro d'Italia

1961: ritirato